# ثانوية الفرات
ثانوية الفرات مدرسة ثانوية في مدينة دير الزور، بنيت عام 1910 وتعتبر من أقدم المدارس في المنطقة الشرقية من سورية.

## تاريخها
تعتبر ثانوية الفرات أقدم المدارس في المنطقة الشرقية من سورية ومن أقدم المدارس في سورية، ويعتبر بناؤها من أقدم المباني في دير الزور، حيث بنيت ثانوية الفرات بطلب من المتصرف محمد راشد باشا عام 1910 في أواخر عهد السلطان العثماني عبد الحميد الثاني وسميت عند افتتاحها بالمكتب السلطاني، وكانت اللغة التركية هي اللغة الرسمية للمدارسة إضافة إلى اللغة العربية، ولغتين ثانويتين هما الفرنسية والإنكليزية أما الطاقم التدريسي في المدرسة فضم عدداً من المدرسين الأتراك إضافة لعدد من أبناء المدينة ومن بينهم الشاعر محمد الفراتي والشيخ محمد سعيد العرفي.
وخلال فترة الاحتلال الفرنسي تم تغيير مناهج التدريس وفق مناهج التعليم الفرنسي وضمت المدرسة مرحلتين هما الإعدادية والثانوية وتم تسميتها بثانوية الفرات، وكانت المدرسة مسرحاً دائماً للمظاهرات والنضالات السياسية وما تزال تعتبر حتى اليوم المدرسة الأولى في المحافظة.

## الموقع والتصميم
اختار أمير معارف متصرفية دير الزور محرم أفندي موقع المدرسة في الطرف الغربي للمدينة، وبالتحديد الجهة الجنوبية الغربية من حي الرشدية وبوشر ببنائها لتكون الأولى من نوعها في المنطقة الشرقية واستمر بناؤها قرابة السنتين ونصف، وفي عام 1920 بدأت المرحلة الأولى لتوسيع بناء المدرسة وانتهت عام 1924، ثم بدأت المرحلة الثانية من التوسعة عام 1940 وقد صمم المبنى والذي ما يزال قائماً حتى الآن على شكل الرقم أربعين بالعربي نسبة إلى السنة التي تم فيها توسيع المدرسة، وفي عام 2007 أجريت للمدرسة عدة أعمال ترميم وصيانة حيث تم إدراجها من قبل المديرية العامة للآثار والمتاحف ضمن المباني الأثرية.

## أنشطتها
تشارك المدرسة في كل الفعاليات والندوات والمحاضرات والنشاطات التي تدعى إليها بمختلف أشكالها ومسمياتها وأصنافها إضافة إلى النشاطات الخاصة التي تنفذها، وكان من أبرز هذه النشاطات، المشاركة في كافة البطولات الرياضية التي تقيمها مديرية التربية وبمختلف الألعاب، وحصلت من خلالها على بعض المراكز المتقدمة، والتعاون مع منظمة اتحاد شبيبة الثورة ونقابة المعلمين في كافة المناسبات الوطنية والقومية، كذلك إقامة الرحلات العلمية والترفيهية للطلاب للمواقع الاقتصادية والثقافية والمنشآت الأخرى ومواقع الآثار التاريخية.

## معرض الصور

ثانوية الفرات في دير الزور.
ثانوية الفرات في دير الزور.

## انظر ايضاً
- دير الزور.
- ثانوية المأمون.